# John Norum
John Terry Norum (Vardø, Noruega, 23 de febrero de 1964) es un músico sueco de origen noruego, reconocido por ser el guitarrista y cofundador de la exitosa banda de hard rock sueca Europe.
Paralelamente a su papel con esta agrupación, Norum también mantiene un proyecto como solista.

## Biografía

### Inicios
John Norum se trasladó desde su niñez con su familia a Upplands Väsby, Estocolmo, Suecia, donde pronto desarrolló su talento natural con la guitarra. Su inspiración inicial fue Elvis Presley, Cliff Richard y particularmente, Deep Purple y Kiss.
Durante su adolescencia, conformó y lideró algunas bandas de rock juveniles (Dragonfly y WC) con las que se presentó en festivales de la capital sueca y el resto del país, con las que se dio a conocer como un prometedor músico.
Su discografía profesional la inició en 1979 (a sus 15 años), cuando acompañó como guitarrista invitado al compositor, cantante e instrumentista sueco Eddie Meduza (Errol Leonard Norstedt) y su banda The Roaring Cadillacs, con los cuales grabó un total de cuatro álbumes, entre 1979 y 1984.
La primera agrupación reconocida de Norum fue WC, fundada en 1978, junto al baterista Bo "Werner" Sundberg, Micke Kling (guitarrista) y Jan-Erik Bäckström (bajista). La alineación, luego incorporó a dos amigos de Norum, Tony Niemistö (luego Tony Reno) y Peter Olsson, en sustitución de Sundberg y Bäckström, respectivamente. Mientras el grupo se reestructuraba, conoció a Joakim Larsson (Joey Tempest) en ese mismo año durante un concierto, y ambos decidieron formar un nuevo grupo al año siguiente.

### Europe (1979-1987)
Norum cofundó la banda Europe en 1979, en compañía del vocalista y tecladista Joey Tempest, el baterista Tony Reno y el bajista Peter Olsson, bajo el nombre original de Force, el cual fue cambiado al definitivo Europe en 1982.
Posteriormente, Norum apareció en los tres primeros discos de esa banda, antes de partir en noviembre de 1986. No estaba satisfecho con la producción basada en teclados del disco The Final Countdown, ni con la evidente comercialización a la que apuntaba la agrupación. Norum fue reemplazado por Kee Marcello.
Grabó su primer álbum en solitario, Total Control en 1987 teniendo a Goran Edman como vocalista y que fue bien recibido por el público y la crítica. El sencillo "Back On The Streets" es uno de los éxitos de este álbum, lo cual conllevó a realizar un videoclip para la cadena MTV.

### Dokken y carrera en solitario (1988-2003)
En 1988 John se puso en contacto con Don Dokken, por primera vez. En consecuencia, Norum se mudó a Los Ángeles, Estados Unidos en septiembre de 1989 y fue traído como el nuevo guitarrista de Dokken para grabar su quinto álbum de estudio. 
Aunque las cosas salieron bien, no se le permitió a Don Dokken usar su apellido como nombre de la nueva banda por aspectos legales -luego de su breve separación-, por lo que se convirtió en el primer trabajo de Don Dokken en solitario.
Con él grabó el disco Up From the Ashes, que vio la luz en 1990, mientras que con la banda Dokken como tal, Norum no volvió a publicar uno hasta 2001, con Long Way Home. Con dicha agrupación se mantuvo como miembro temporal para su gira de 1997 a 1999 y como miembro permanente por otros dos años (2001-2003).
El segundo trabajo en solitario de John fue Face the Truth (1992), con la colaboración de Glenn Hughes, contando con una aparición de Joey Tempest en We Will Be Strong, canción que solo se incluyó en la versión europea del disco. Desde entonces, Norum ha publicado un total de ocho discos de estudio en solitario, alternados con su colaboración con otras bandas.

### Regreso a Europe (2003 a la actualidad)

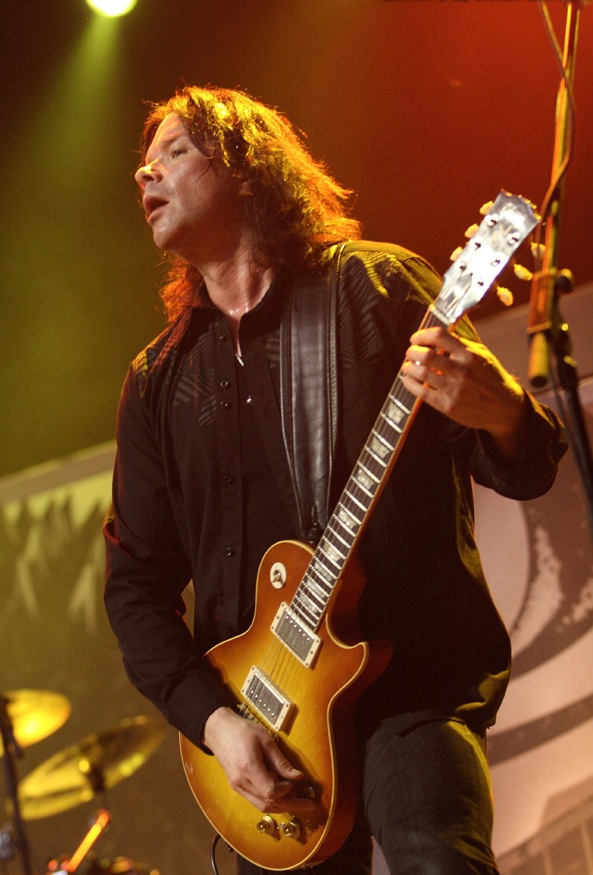
Norum en concierto con Europe en 2008

En el 2003, Norum regresó a Europe, grabando el disco Start from the Dark publicado el siguiente año. Luego vinieron Secret Society (2006), Last Look at Eden (2009), Bag of Bones (2012), War of Kings (2015) y Walk the Earth (2017).

## Vida personal
Durante su estancia de varios años en los Estados Unidos, Norum se reunió para trabajar con la compositora Michelle Meldrum, miembro fundador y guitarrista de la banda sueco-americana de thrash metal Meldrum. Ambos se casaron en 1995 y se mudaron nuevamente a Suecia.
La pareja tuvo un hijo, Jake Thomas, nacido en septiembre de 2004. Meldrum falleció a sus 39 años el 21 de mayo de 2008 a consecuencia de un crecimiento quístico en su cerebro.
Norum se casó por segunda vez con la sueca Camilla Wåhlander y ambos tuvieron un hijo, nacido en abril de 2012, pronto, en 2014 nace su tercera hija el lunes 28 de julio.
John Norum es el hermano mayor de la cantante Tone Norum.

## Discografía
Eddie Meduza & the Roaring Cadillacs
- Eddie Meduza & the Roaring Cadillacs (1979)
- The Eddie Meduza Rock 'n' Roll Show (1979)
- Dåren É Lös! - The Roaring Cadillac's Live (1983)
- West A Fool Away (1984)

### Europe
- Europe (1983)
- Wings of Tomorrow (1984)
- The Final Countdown (1986)
- Start from the Dark (2004)
- Secret Society (2006)
- Last Look at Eden (2009)
- Bag of Bones (2012)
- 'War of Kings  (2015)
- Walk the Earth (2017)

### Don Dokken
- Up From the Ashes (1990)

### Dokken
- Long Way Home (2001)

### Solista
- Total Control (1987)
- Live in Stockholm - EP (1990)
- Face the Truth (1992)
- Another Destination (1995)
- Worlds Away (1996)
- Face It Live '97 (1997)
- Slipped into Tomorrow (1999)
- Optimus (2005)
- Play Yard Blues (2010)
- Gone to Stay (2022)

## Filmografía
- On the Loose (1985)
- Far Out Man (1990)